# Casa de José Garibaldi
El Museo Casa de José Garibaldi  es una casa-museo y una de las sedes del Museo Histórico Nacional, en donde residiera Giuseppe Garibaldi y su familia. Se encuentra ubicada en la Ciudad Vieja de Montevideo. 

## Historia
En una de las habitaciones de dicha casa, hoy convertida en museo, vivió Giuseppe Garibaldi y su familia, durante la guerra contra la Confederación Argentina, bajo el gobierno de Juan Manuel de Rosas, la que fue conocida como Guerra Grande y produjo uno de los sitios más prolongados sobre la ciudad de Montevideo, Garibaldi dejó dicha residencia al momento de su retorno a Europa, producido en 1848.

## Edificio
El edificio fue construido durante la primera mitad del siglo XIX para residencia del comerciante español Ildefonso García. La misma se encuentra estructurada en torno a dos patios laterales abiertos, por uno de ellos se tiene acceso a la azotea y el mirador.  
Por su importancia histórica y arquitectónica la residencia recibió en 1975 la declaración de Monumento histórico. La casa sufrió restauraciones entre los años 1960-1980 y luego entre los años 1999-2000.
En septiembre de 2013 fue reabierta al público y desde la fecha se encuentra disponible para su visita. Cuenta con una  exposición permanente en la que se encuentran retratos, esculturas, mobiliario y vestimenta, referentes a la figura de José Garibaldi. 

## Imágenes del museo, su acervo y exposición permanente

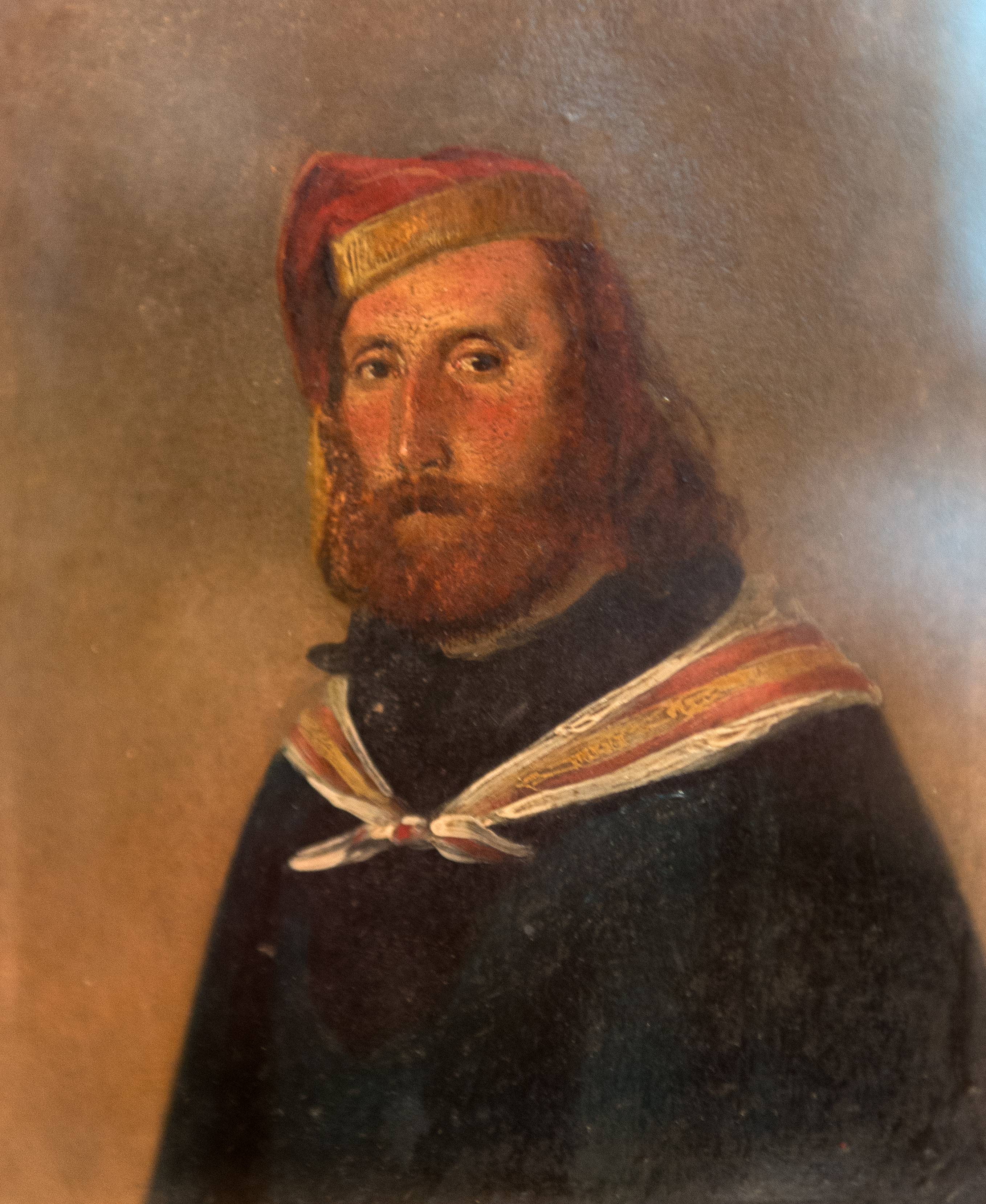
José Garibaldi, Autor: Cayetano Gallino, Óleo sobre tela, sin firmar (13 X 11,8 cm)
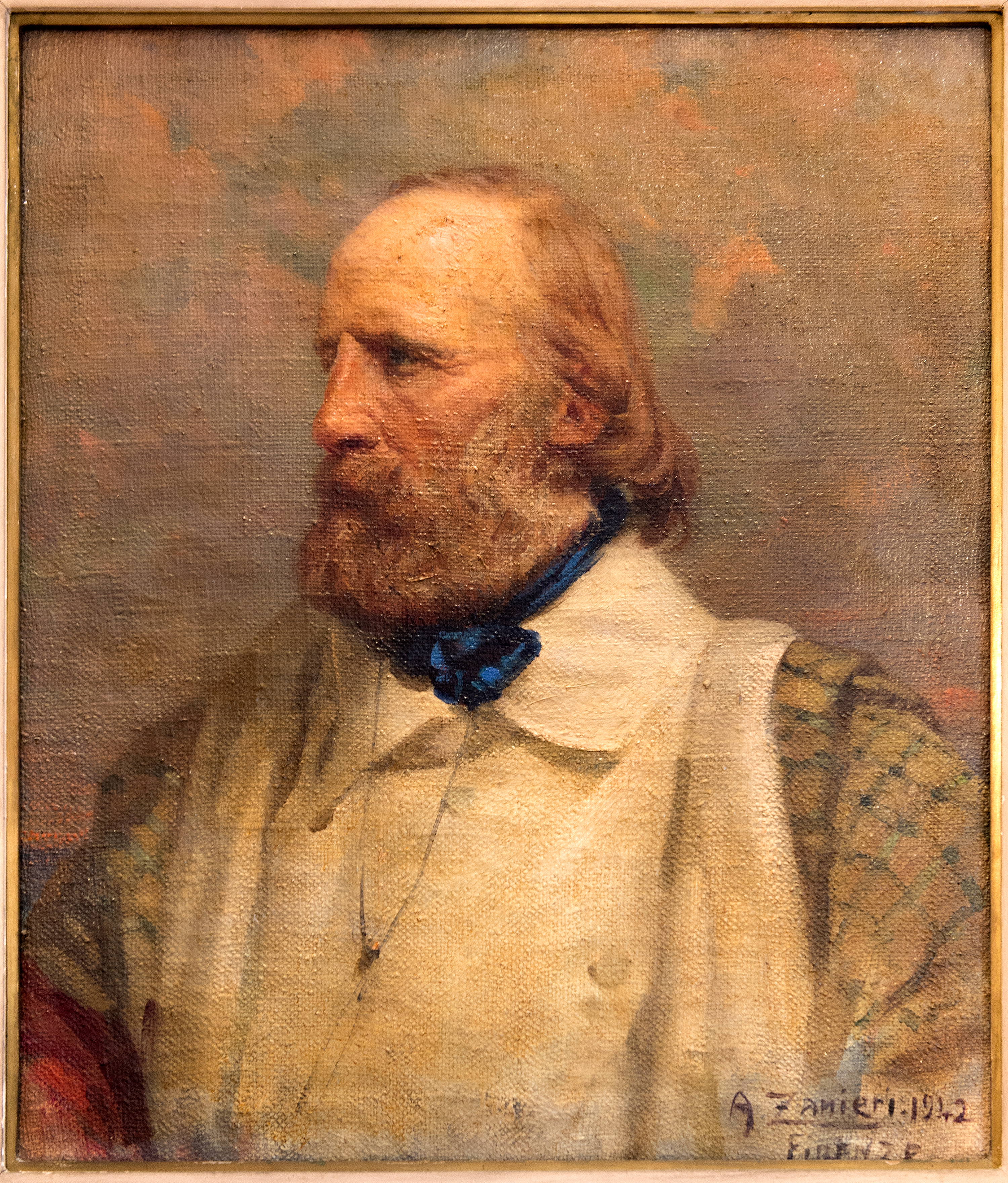
José Garibaldi, Autor: A. Zanieri, Óleo sobre tela, 1922 (58 X 59,5 cm )
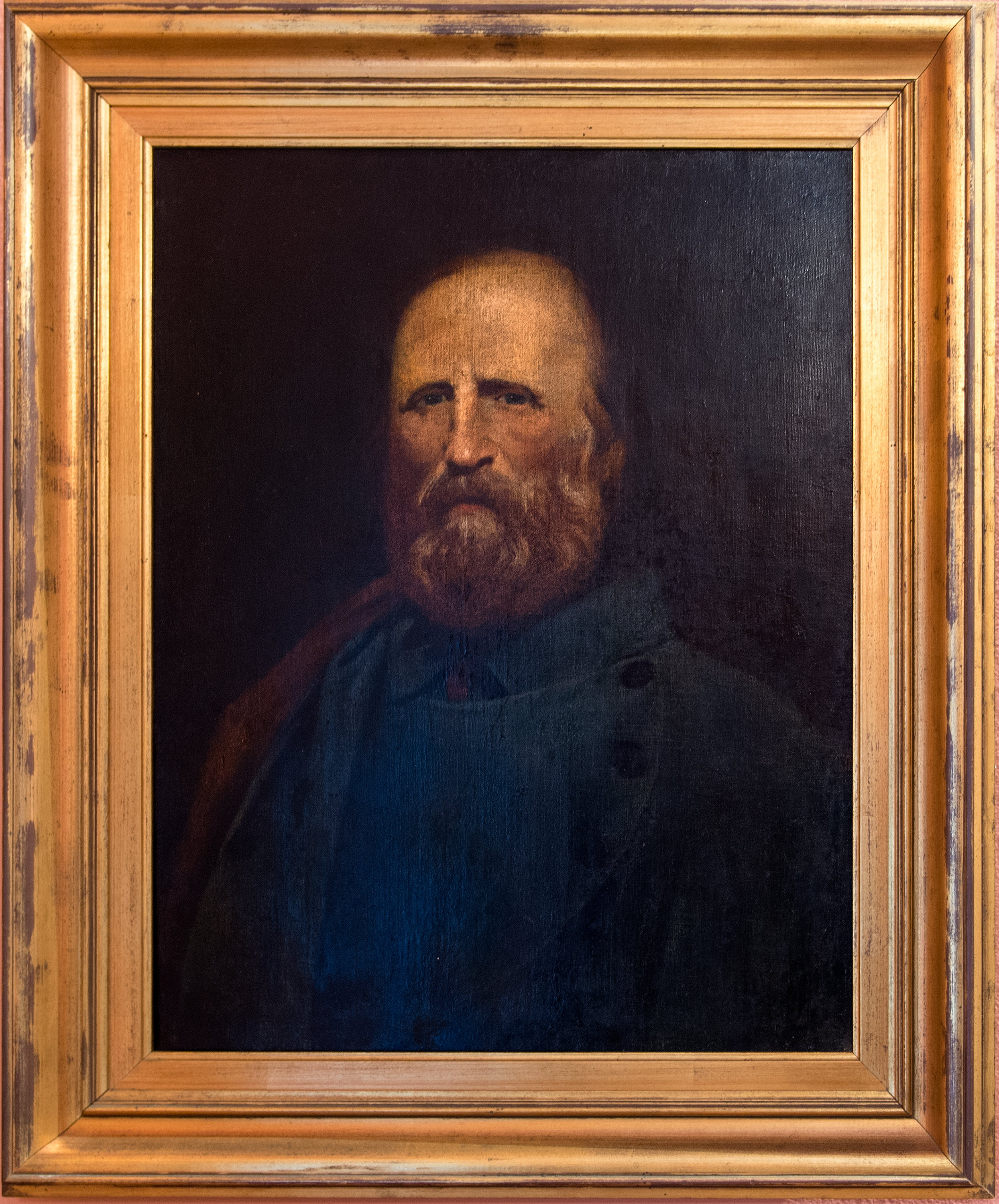
José Garibaldi, Autor: desconocido, Óleo sobre tela, sin firmar (49,2X64 cm).
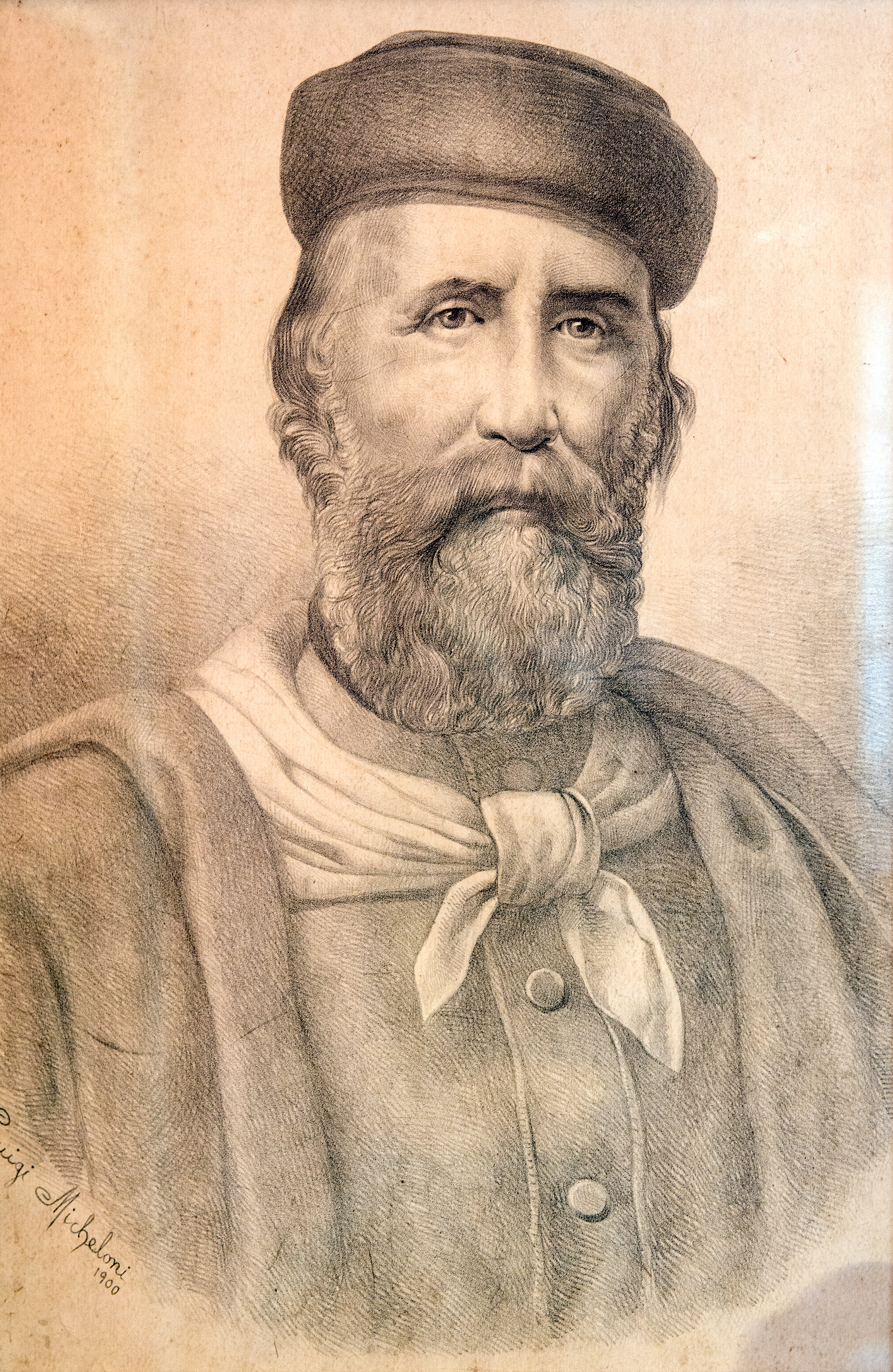
José Garibaldi, Autor: Luigi Micheloni, Litografía firmada "Luigi Micheloni 1900", 1900 (43X61 cm).
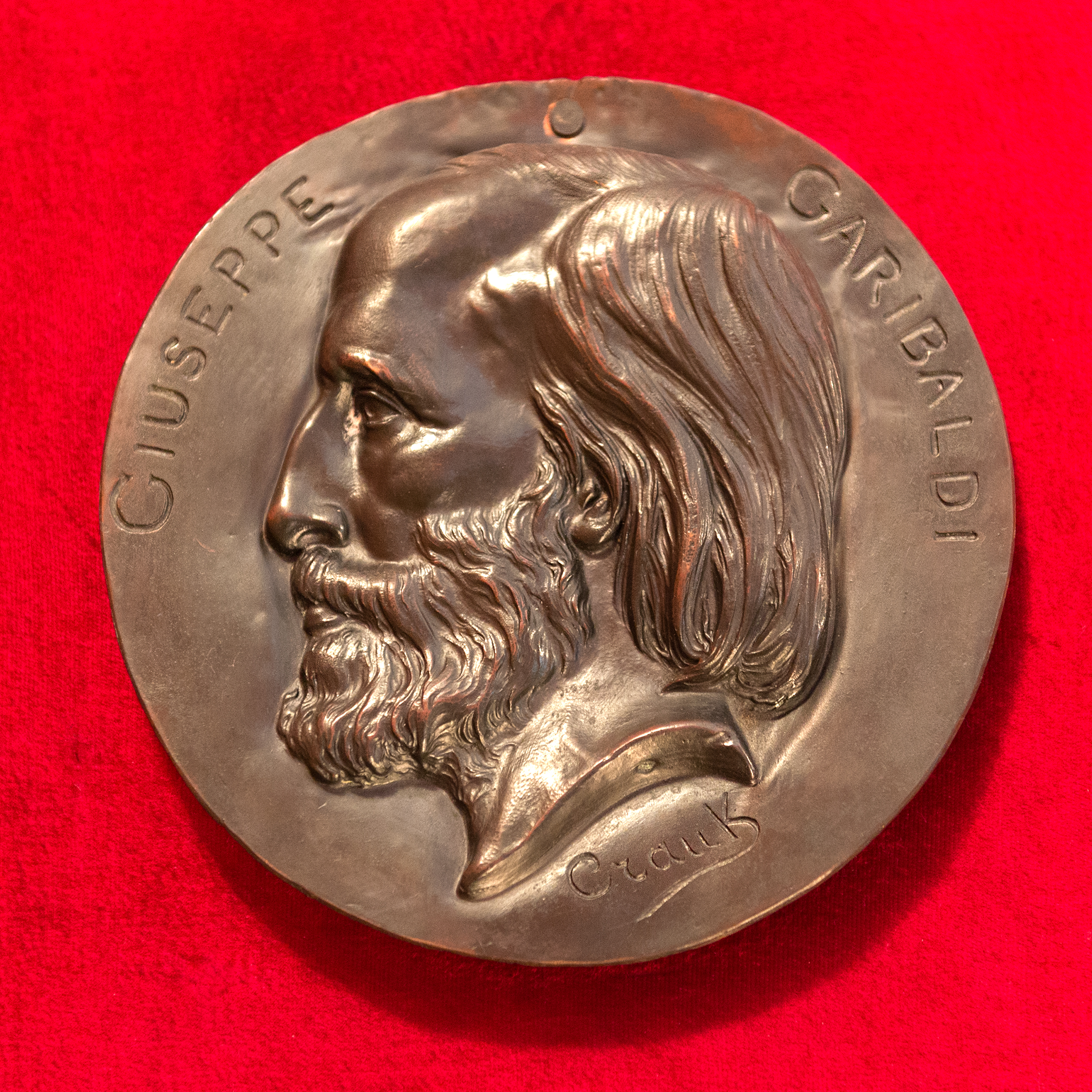
Medallón de Bronce de José Garibaldi, Autor: Cruau (41 X 41 X 19,2 cm).
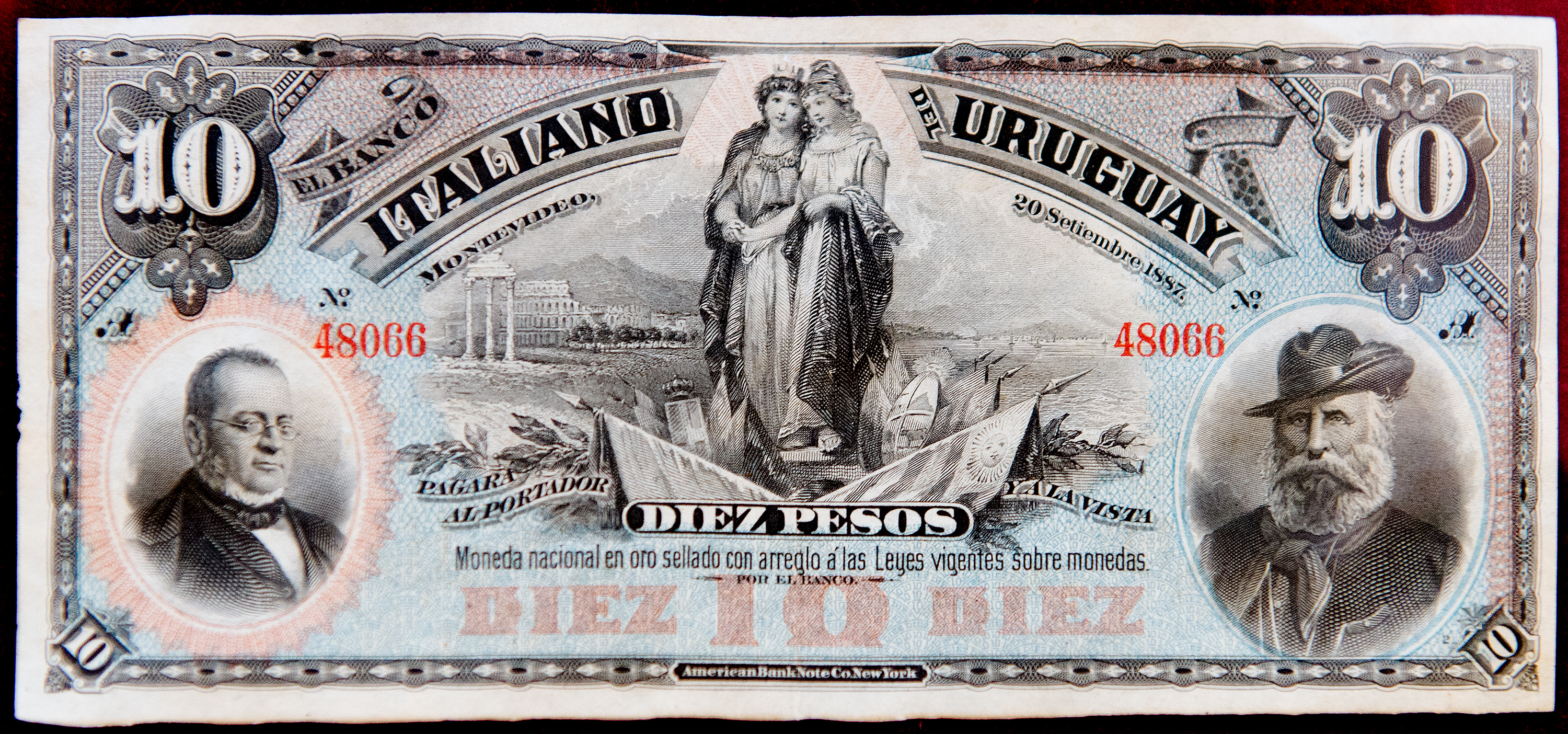
Billete de 10 pesos, emitido por el Banco Italiano del Uruguay. Con la efigie de José Garibaldi.20 de setiembre de 1887.18,4 X 8,3 cm.
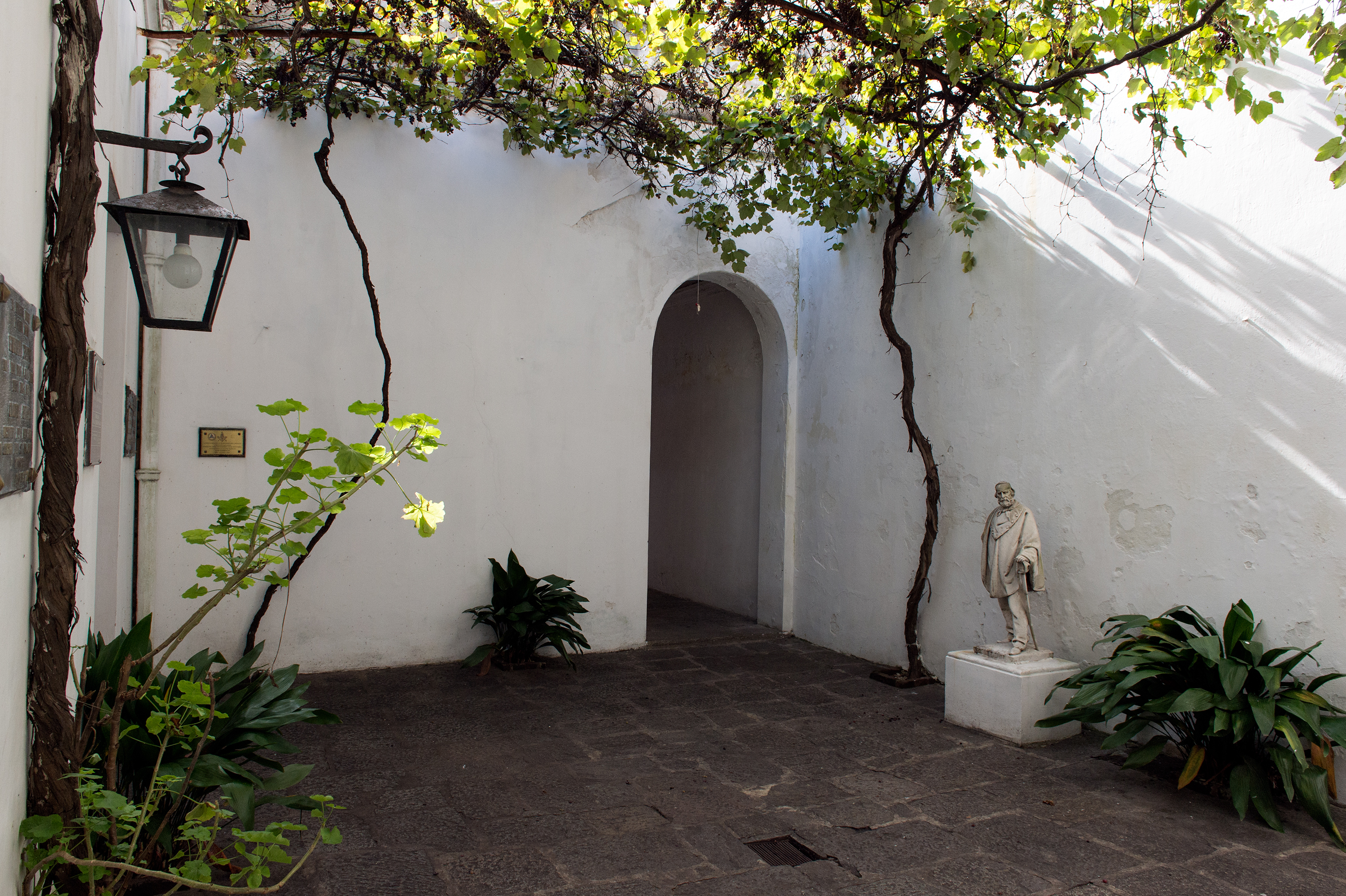
Patio interior, vista general.
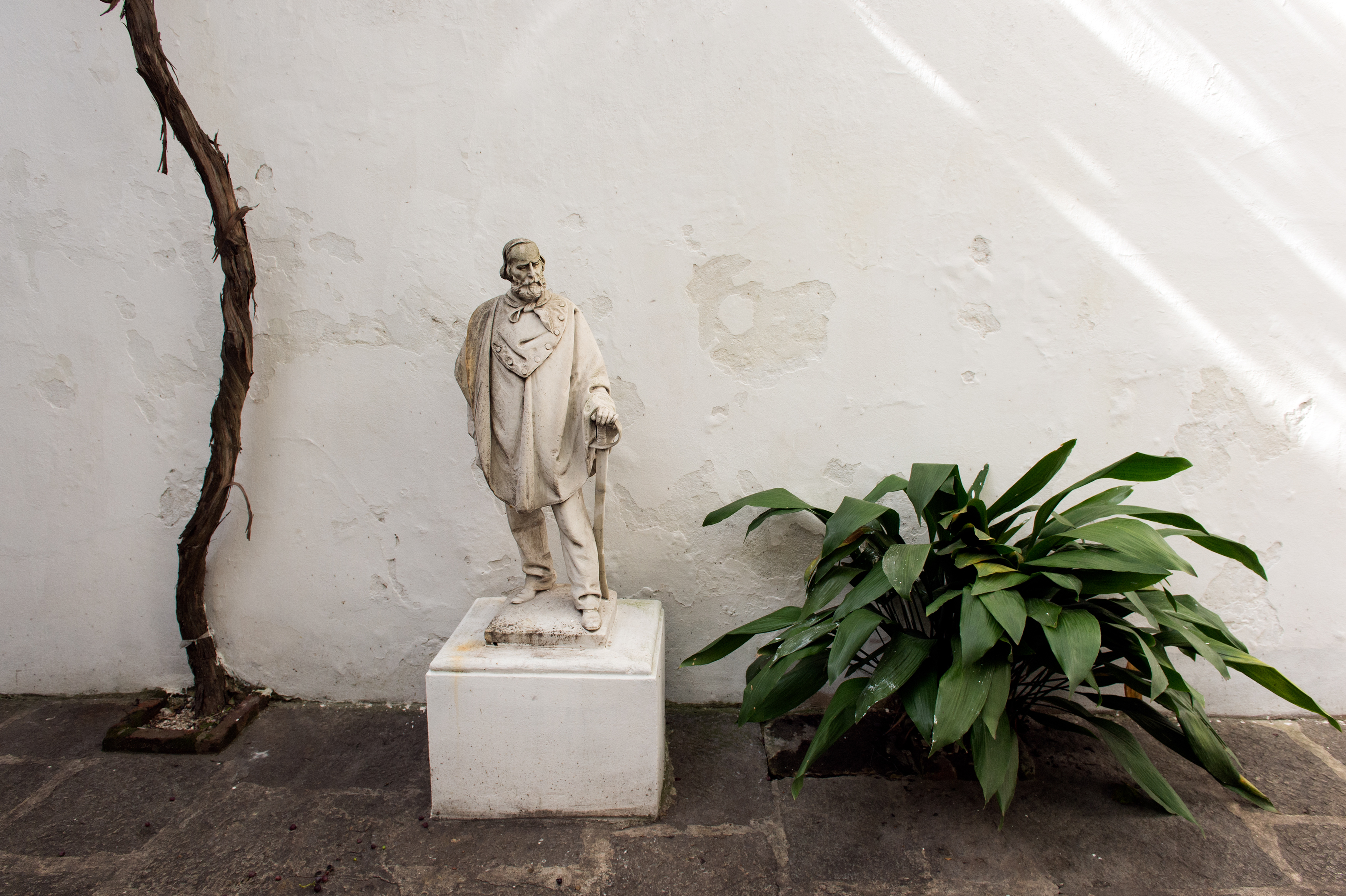
Detalle del patio interior.
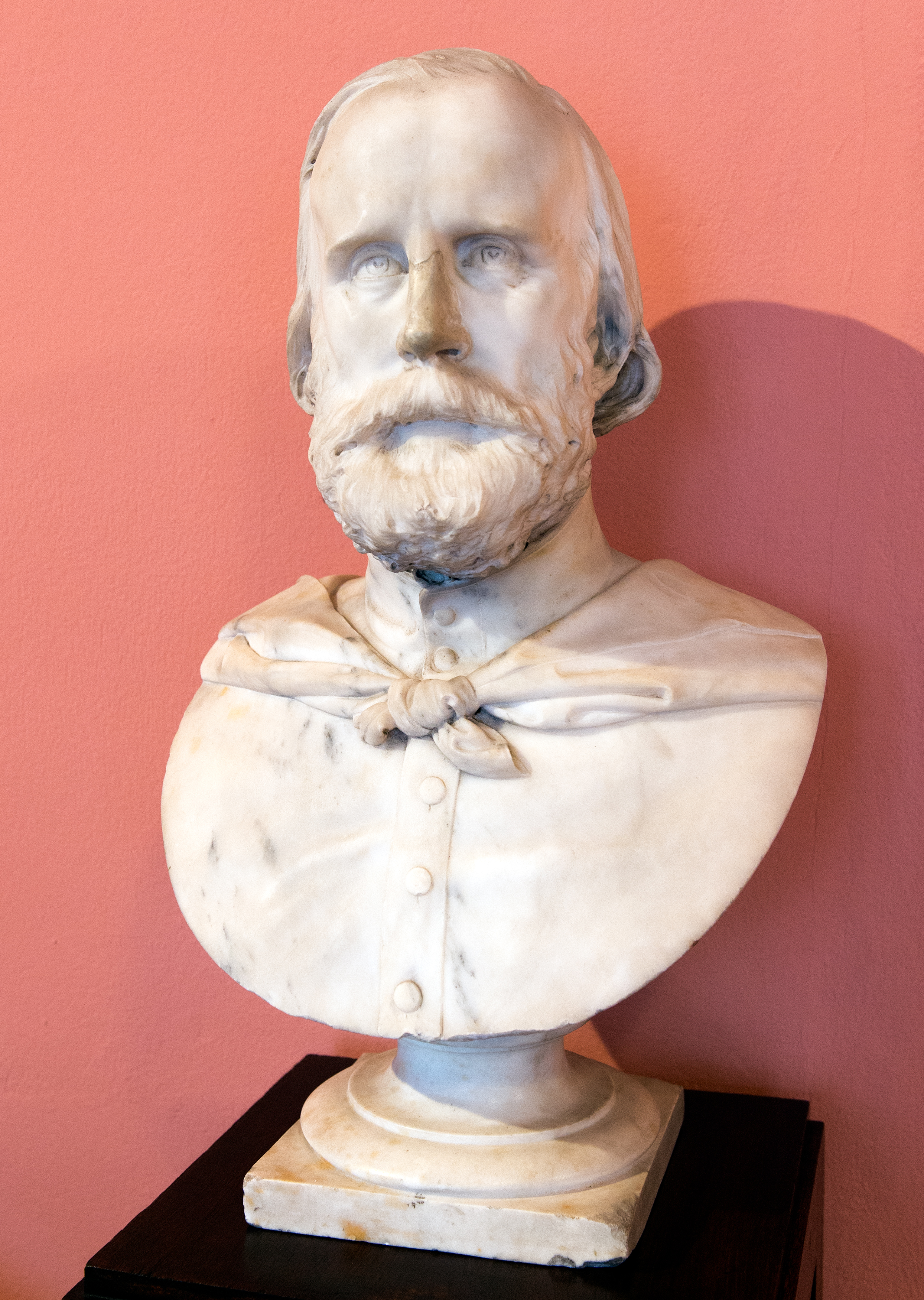
Escultura de José Garibaldi, de autor desconocido.
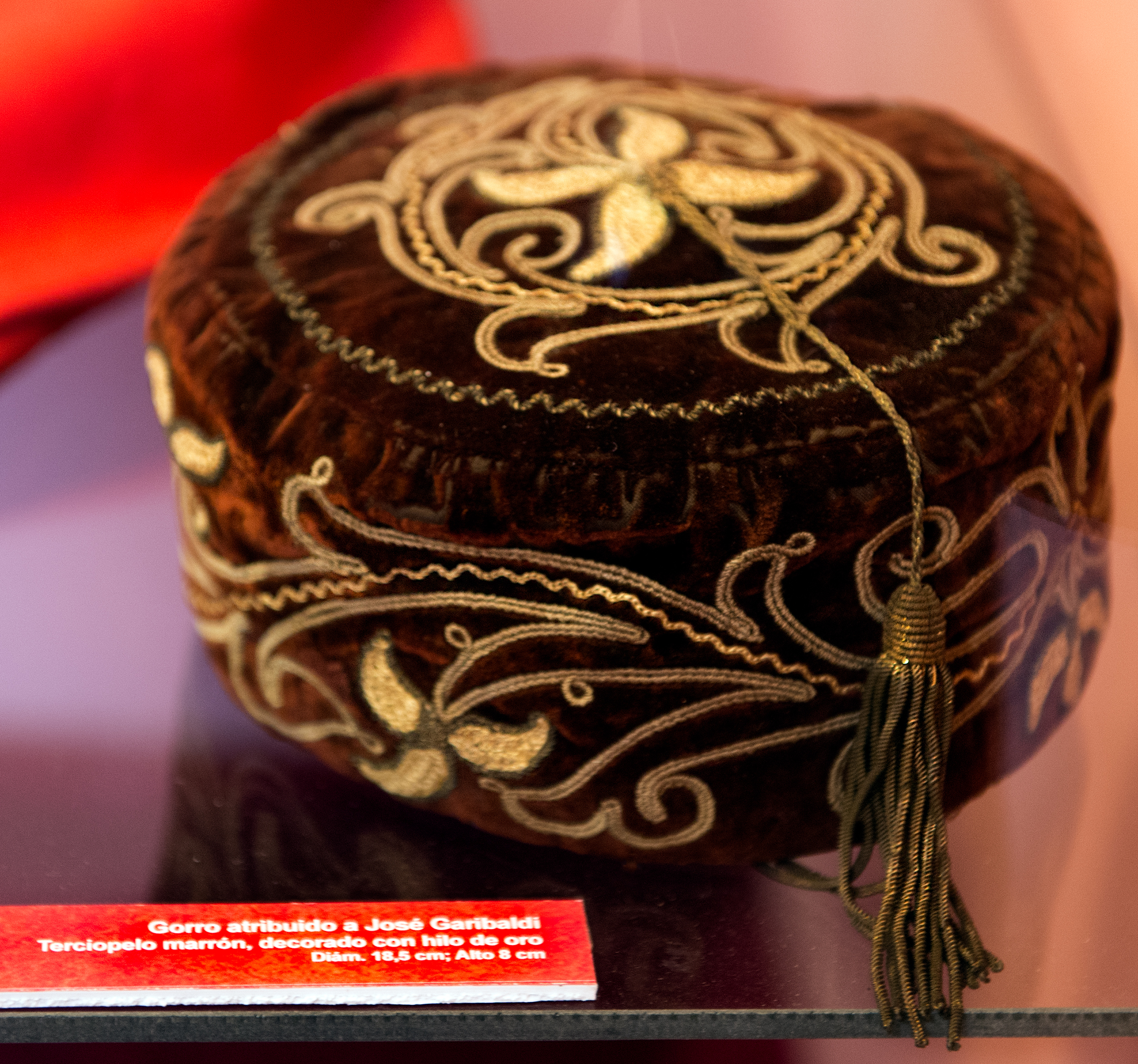
Gorro atribuido a José Garibaldi Terciopelo marrón, decorado con hilo de oro. (Diám. 18,5 cm; Alto 8 cm).
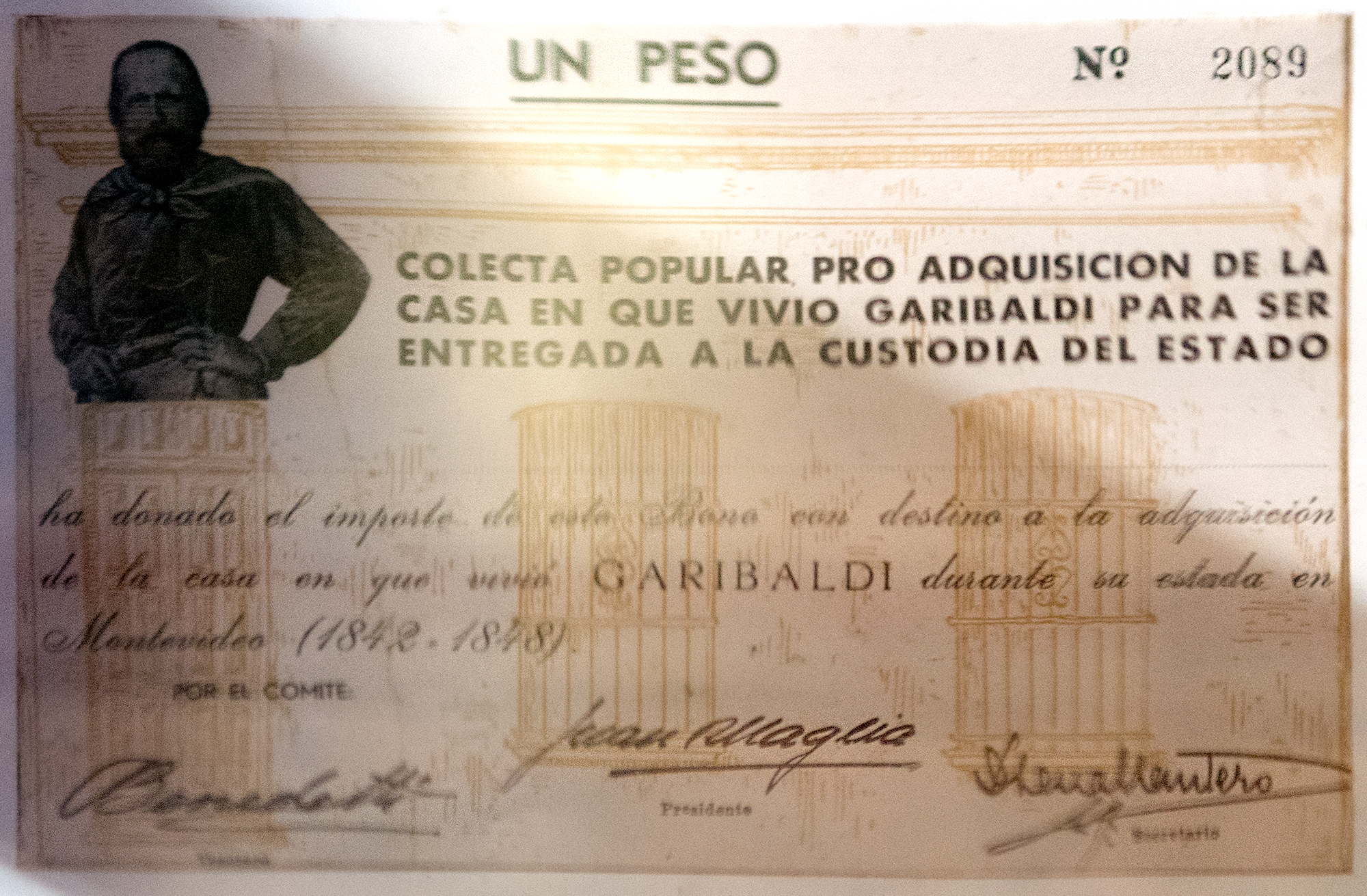
Bono donación para la compra de la Casa de Garibaldi.